# インディペンデンス・リーグ
インディペンデンス・リーグ（通称:Iリーグ）は日本の大学の所属するサッカー部（セカンドチーム以下）と同好会チームが参加するサッカーのリーグ戦。

## 概要
従来からの大学サッカーは全国9地域に分けて各地の主力大学が参加してのリーグ戦を展開しているが、出場機会に恵まれない選手も大勢いる。また正規の部活動としてのサッカー部のほかに同好会（サークル）として運営するサッカーチームも多くある。そこで、それらの所属部員・メンバーにも公式戦の出場機会を提供し、選手の自立と大学サッカーの底辺拡大を目指して2003年に全日本大学サッカー連盟と関東、関西の2つの地域大学サッカー連盟（←各都道府県サッカー協会1部大学委員会の所属連盟）が中心となって創設された。Jサテライトリーグの大学生版として運営されている。
リーグ構成は既存の大学・学生リーグにはとらわれない別枠の編成で行われる。5月～8月が前期リーグ、9月～12月を後期リーグとして行っている。
また、学生部員の在学中における審判員資格の取得機会も与えられている。

## 略歴
- 2003年　関東及び関東各都県協会所属大学チームと関西にて開始。後期からは吸収素材メーカーのジェルテックが協賛するようになり「ジェルテックカップ」という冠タイトルが付いた。
- 2004年　関東・関西の他、東海・九州でも実施（北海道ではプレ大会を実施）
- 2005年　関東・関西・東海・九州・北海道で実施
- 2006年　ジェルテックの経営統合によりスポンサー名がタイカに変わる。
- 2010年　中国で実施[2]
- 2011年　東北、北信越で実施
- 2017年　四国で実施[3]